# اس‌ام یوبی-۹۶
اس‌ام یوبی-۹۶ (به انگلیسی: SM UB-96) یک زیردریایی بود که طول آن ۵۵٫۵۲ متر (۱۸۲٫۲ فوت) بود. این زیردریایی در سال ۱۹۱۸ ساخته شد.